# Betty White
Betty Marion White Ludden (Oak Park, 17 de janeiro de 1922 – Los Angeles, 31 de dezembro de 2021) foi uma atriz, comediante, apresentadora, dubladora e escritora norte-americana, com a mais longa carreira na televisão que qualquer outro artista. Considerada uma pioneira da televisão, ela foi uma das primeiras mulheres a exercer controle tanto na frente quanto atrás da câmera. Betty ficou conhecida por seus papéis premiados como Rose Nylund na série The Golden Girls, Sue Ann Nivens em The Mary Tyler Moore Show, Rose Nylund nas e Elka Ostrovsky em Hot in Cleveland. Também fez participações em Boston Legal, The Carol Burnett Show e Saturday Night Live.
Ao longo de sua carreira, ela ganhou oito prêmios Emmys em várias categorias, três American Comedy Awards, três Screen Actors Guild Awards, um Grammy e teve seu nome posto em uma estrela Calçada da Fama de Hollywood.
Ela era associada ao grupo de defesa de direitos dos animais Humane Society of the United States.

## Vida
Betty Marion White nasceu em Oak Park, Illinois, em 17 de janeiro de 1922. Ela afirmou que Betty é seu nome legal e não uma versão abreviada de Elizabeth. Ela é filha única de Christine Tess Cachikis (1899–1985), dona de casa, e Horace Logan White (1899–1963), executivo de uma empresa de iluminação. Seu avô paterno era dinamarquês e seu avô materno era grego, com suas outras raízes sendo inglesas e galesas (suas duas avós eram canadenses).
A família de White mudou-se para Alhambra, Califórnia, em 1923, quando ela tinha pouco mais de um ano, e mais tarde para Los Angeles, durante a Grande Depressão. Para ganhar dinheiro extra, o pai dela construía rádios de cristal e os vendia sempre que podia. Como era o auge da Depressão, e quase ninguém tinha uma renda considerável, ele trocava os rádios em troca de outros bens, incluindo cães em algumas ocasiões.
Ela estudou na Horace Mann School e na High School de Beverly Hills, graduando-se em 1939. Seu interesse em vida selvagem foi provocada por férias em família para as serras elevadas. Ela inicialmente aspirava a uma carreira como um guarda florestal, mas foi incapaz de alcançar este objetivo porque as mulheres não tinham permissão para servir como guardas florestais naquela época. Em vez disso, White perseguiu um interesse em escrever. Ela escreveu e interpretou o papel principal em uma peça escolar na Horace Mann, e descobriu seu interesse em escrever. Inspirado por suas ídolas Jeanette MacDonald e Nelson Eddy, ela decidiu seguir uma carreira como atriz.
Depois de fazer a transição do rádio para a televisão, White se tornou um dos principais panelistas de programas de jogos americanos, including Password, Match Game, Tattletales, To Tell the Truth, The Hollywood Squares e The $25,000 Pyramid; aclamada como "a primeira dama de games shows", White se tornou a primeira mulher a ganhar um Daytime Emmy Award for Outstanding Game Show Host pelo show Just Men! em 1983. Ela também era conhecida por suas aparições em The Bold and the Beautiful, Boston Legal e The Carol Burnett Show. Seus maiores papéis inclui a personagem Sue Ann Nivens na série The Mary Tyler Moore Show (1973–1977) da CBS, Rose Nylund na série The Golden Girls (1985–1992) da NBC e Elka Ostrovsky na sitcom Hot in Cleveland (2010–2015). Ela ganhou popularidade renovada após sua aparição no filme de comédia romântica The Proposal (2009) e e foi subsequentemente o assunto de uma campanha bem-sucedida baseada no Facebook ao ser a anfitriã de um episódio do Saturday Night Live, em 2010, que rendeu a ela um Emmy do Primetime de melhor atriz convidada numa série de comédia.
White trabalhou na televisão mais do que qualquer outro neste meio, segundo o Guinness World Records. Ela recebeu oito prêmios Emmy Awards em diversas categorias, três American Comedy Awards, três Screen Actors Guild Awards e um Grammy Award. White recebeu uma estrelha na Calçada da Fama de Hollywood e em 1995 foi indicada ao Salão da Fama da Televisão.

## Morte
White morreu em 31 de dezembro de 2021, aos 99 anos de idade. Ela morreu de causas naturais.

## Filmografia

### Televisão

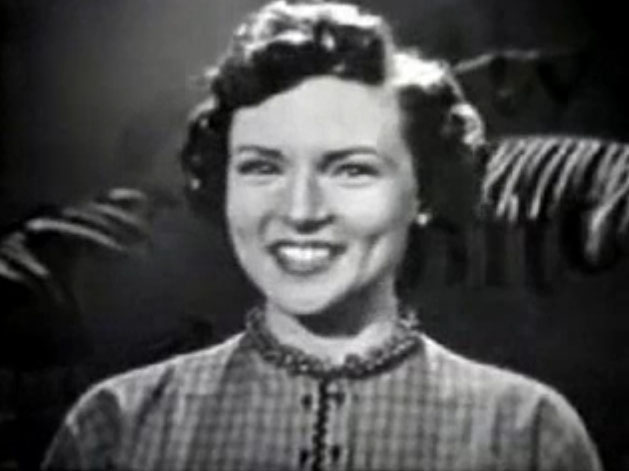
Betty White (em 1954)

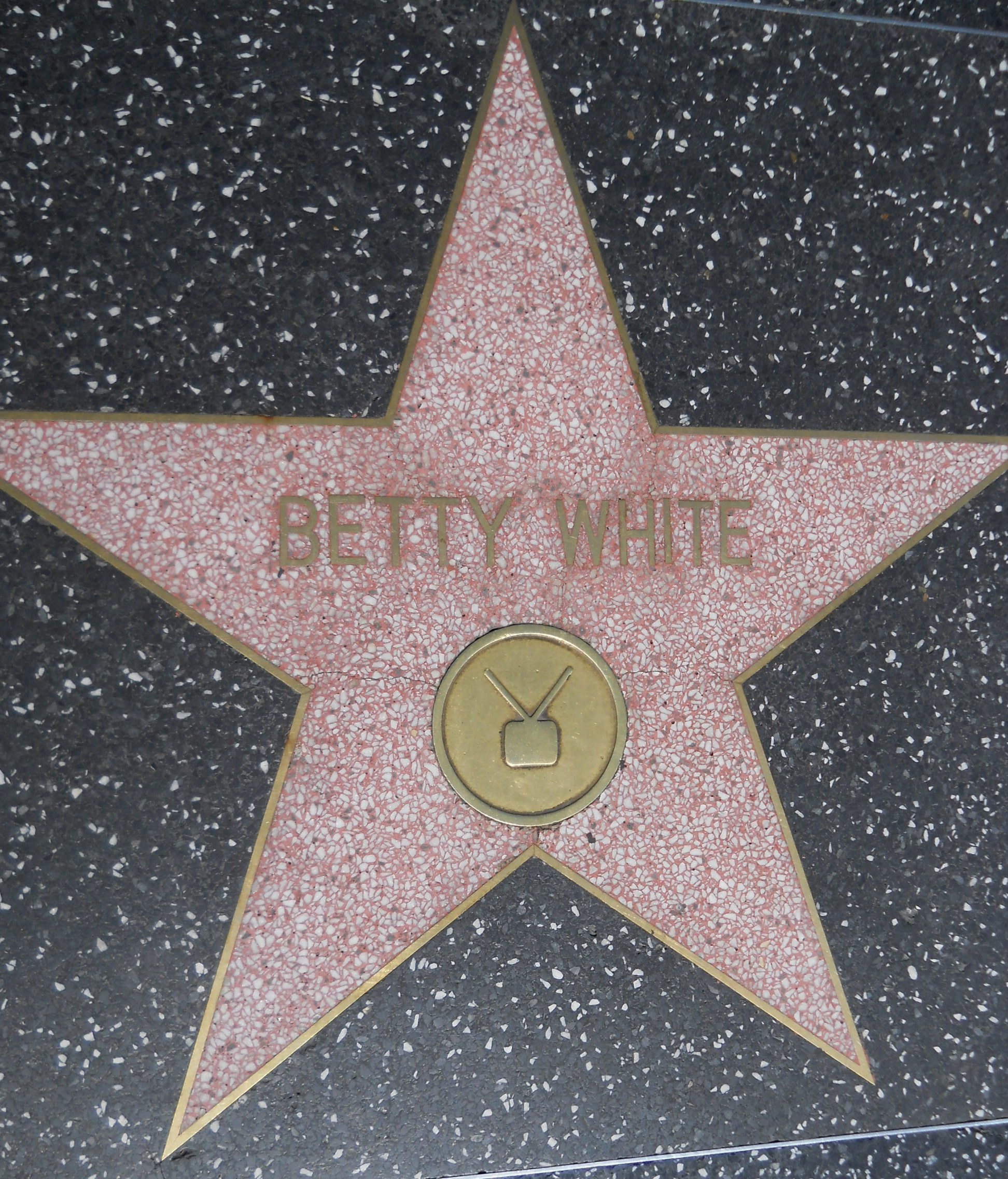
Estrela de Betty White na Calçada da Fama.

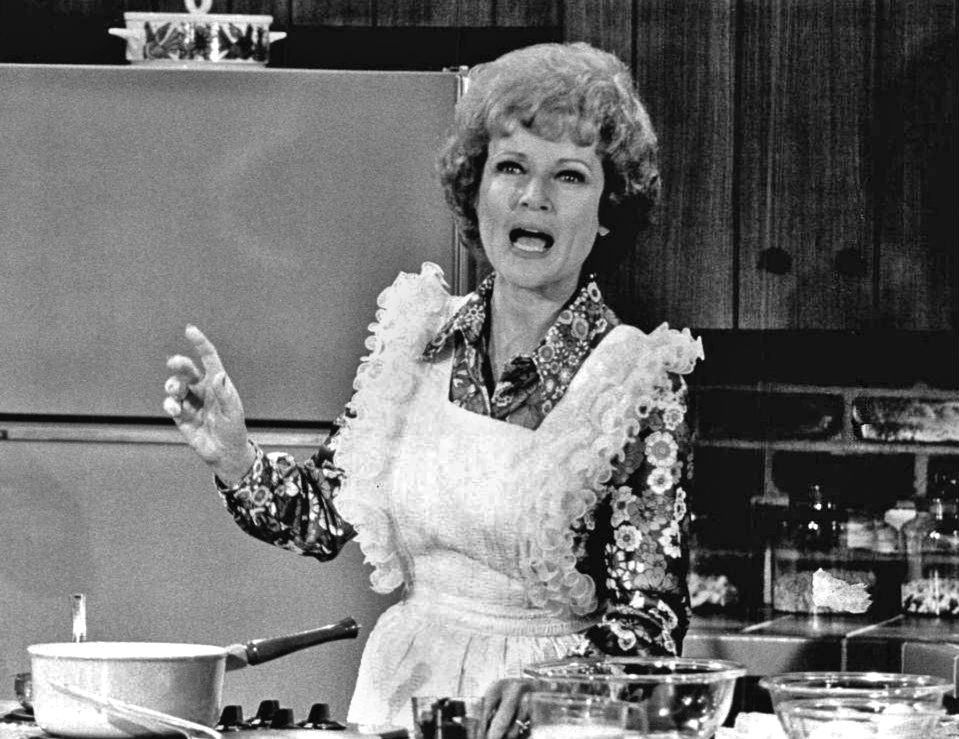
Como Sue Ann Nivens em foto promocional de The Mary Tyler Moore Show de 1973

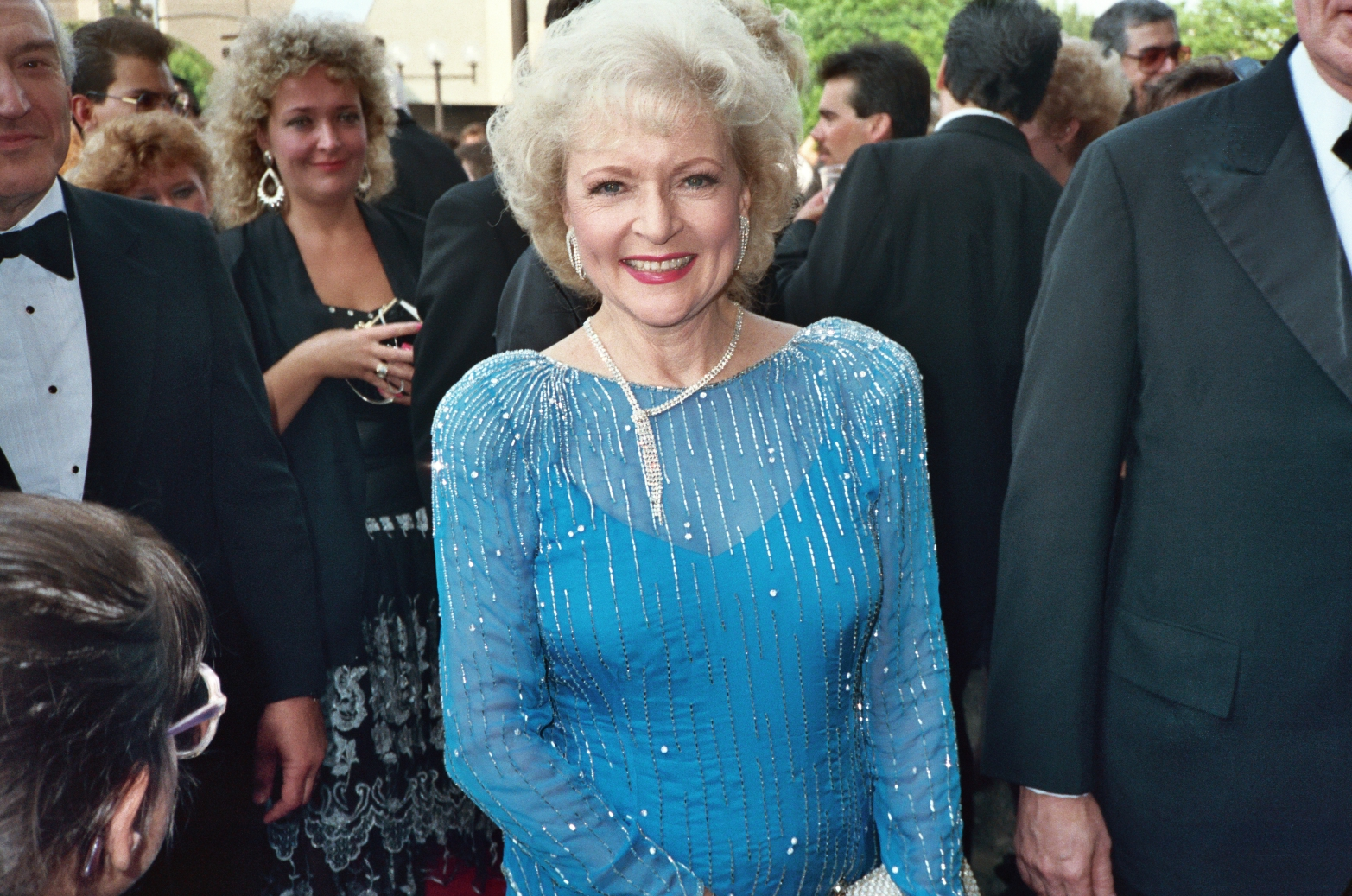
White no Emmy Awards (em 1988)

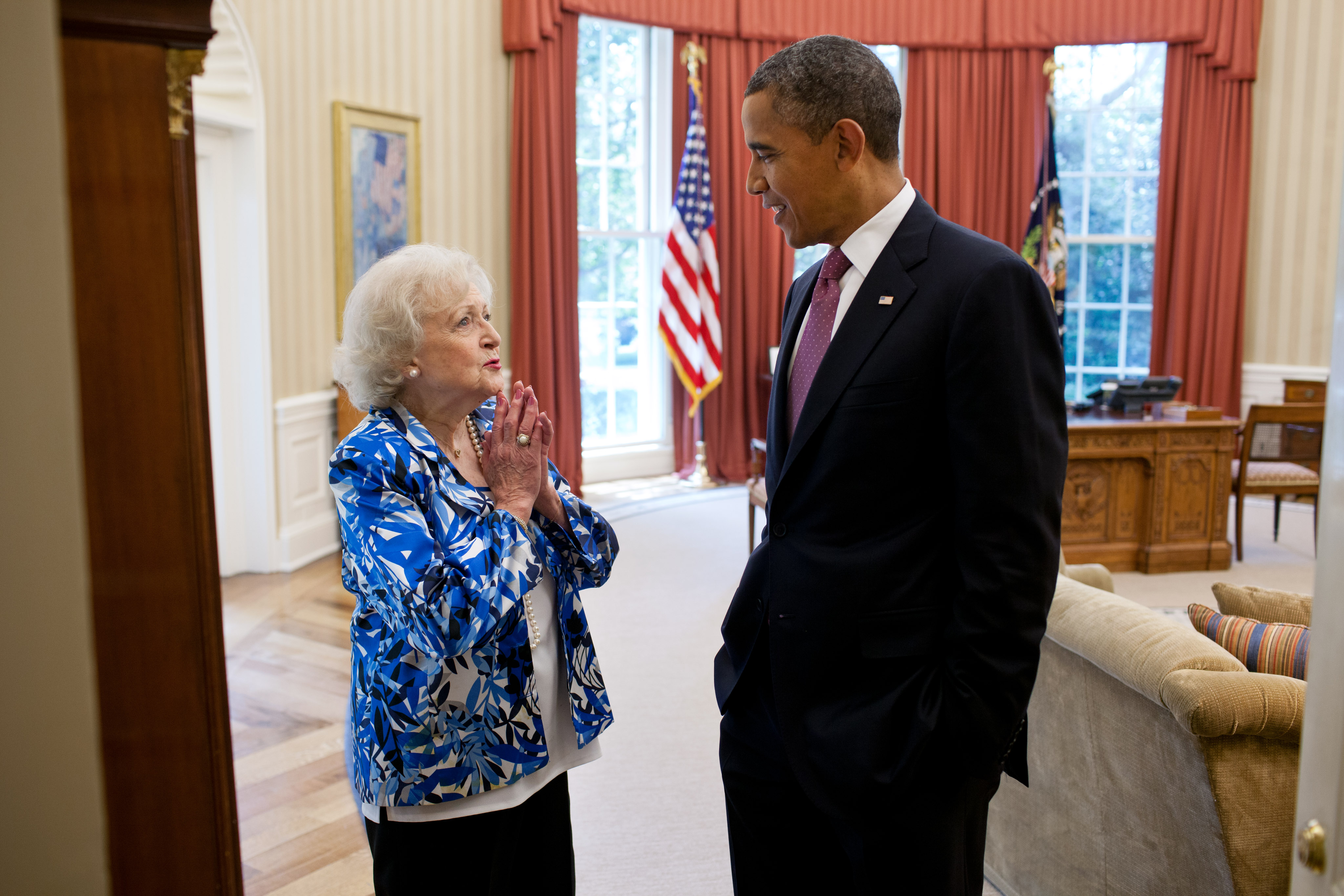
White com o presidente Obama, na Casa Branca (em 2012)

- Hollywood on Television (1949–1950)
- Life with Elizabeth (1953–1955)
- The Betty White Show (1954)
- Make the Connection (1955)
- Date with the Angels (1957–1958)
- The Betty White Show (1958)
- The Jack Paar Show (1959–1962)
- To Tell the Truth (1961)
- Your First Impression (1963)
- Password (1961–1975)
- What's My Line?
- Concentration (1965)
- The Pet Set (1971–1972)
- Vanished (1971)
- Match Game/Match Game PM (1973–1982)
- The Mary Tyler Moore Show (1973–1977)
- Tattletales (1974–78)
- The Jacksons (1977)
- Liar's Club (1976–1978)
- The Betty White Show (1977–1978)
- Dean Martin Celebrity Roast: Betty White (1978)
- With This Ring (1978)
- The Gossip Columnist (1979)
- The Best Place to Be (1979)
- Before and After (1979)
- Password Plus (1979–1982)
- The (New) $25,000 Pyramid (1982–1988)
- Eunice (1982)
- Just Men! (1983)
- Mama's Family (1983–1985, 1986)
- Body Language (1984–1986)
- Trivia Trap (1985)
- Who's the Boss (1985) (2 episódios, como Bobby Barnes)
- The $100,000 Pyramid (1985–1988)
- The Golden Girls (1985–1992)
- Super Password (1985–1989)
- Santa Barbara (1988)
- Another World (1988)
- To Tell the Truth (1990–1991)
- Chance of a Lifetime (1991)
- The Golden Palace (1992–1993)
- Bob (1993)
- Diagnosis: Murder (1994)
- Family Feud (1995)
- Maybe This Time (1995–1996)
- The Story of Santa Claus (1996)
- A Weekend in the Country (1996)
- Me & George (1998)
- The Lionhearts (1998–1999) (voz)
- Ladies Man (1999–2000)
- The Simpsons, episódio "Missionary: Impossible" (2000)
- Ally McBeal (2000)
- The Wild Thornberrys: The Origin of Donnie (2001)
- The Retrievers (2001)
- That '70s Show (2002–2003)
- Return to the Batcave: The Misadventures of Adam and Burt (2003)
- Stealing Christmas (2003)
- Malcolm in the Middle (c. 2002–2003)
- Hollywood Squares – Game Show Week Part 2 (2003)
- Complete Savages (2004–2005)
- The Practice – Catherine Piper (2004)
- Boston Legal – Catherine Piper (2005–2006, 2008)
- Annie's Point (2005)
- Family Guy, "Peterotica" (2006)
- Gameshow Marathon (2006)
- The Late Late Show with Craig Ferguson
- Comedy Central Roast of William Shatner
- The Golden Girls: Their Greatest Moments (2003)
- The Grim Adventures of Billy and Mandy (2003)
- The Tonight Show with Jay Leno
- My Wife and Kids – June Hopkins (2004)
- The Bold and the Beautiful – Ann Douglas (2006–2007, 2008, 2009)
- The Simpsons, "Homerazzi" (2007)
- Daytime Emmy Awards (2007)
- Back to the Grind (2007) - Papel Recorrente
- Ugly Betty (2007)
- Pioneers of Television (2008)
- The Oprah Winfrey Show (2008)
- Million Dollar Password (2008)
- Ugly Betty (2008)
- Wheel of Fortune (2008)
- The Proposal (2009)
- My Name is Earl (2009) – "Crazy Witch Lady"
- Late Night with Jimmy Fallon (2009)
- Chelsea Lately (2009)
- Kathy Griffin: My Life on the D-List (2009)
- Glenn Martin, DDS (2009 & 2010)
- 30 Rock (2009)
- Lopez Tonight (2010)
- The Ellen Degeneres Show (2010)
- The Tonight Show with Jay Leno (2010)
- The Oprah Winfrey Show (2010)
- Late Night with Jimmy Fallon (2010)
- Saturday Night Live (2010) – apresentadora, episódio 679
- The Middle (2010)
- Hot in Cleveland (2010–presente)
- Community (2010)
- Inside the Actors Studio (2010)
- Pound Puppies (2010–presente)
- Operation Secret Santa (voz de Mrs. Claus) (2010)
- Betty White's Off Their Rockers (2012-2017)
- Série Bones (11° Temporada 2015/ 12ª - Temporada episódio 10 - 2017)
- Série Young & Hungry (5ª Temporada - episódio 2 - 2017)

### Cinema
- Time to Kill (1945)
- Advise and Consent (1962)
- A Different Approach (1978) (Cameo)
- Chance of a Lifetime (1991)
- Hard Rain (1998)
- Dennis the Menace Strikes Again (1998)
- Holy Man (1998) (Cameo)
- Gaia Symphony II (1999)
- Lake Placid (1999)
- The Story of Us (1999)
- Whispers: An Elephant's Tale (2000)
- Tom Sawyer (2000)
- The Retrievers (2001)
- Bringing Down the House (2003)
- The Third Wish (2005)
- Annie's Point  (2005)
- The Proposal (2009)
- Love N' Dancing (2009)
- Ponyo (2009) (voz)
- You Again (2010)
- The Lorax (2012)

## Livros
- 1983: Betty White's Pet-Love: How Pets Take Care of Us (Com Thomas J. Watson)
- 1987: Betty White In Person
- 1991: The Leading Lady: Dinah's Story (Com Tom Sullivan)
- 1995: Here We Go Again: My Life In Television (relançado em 2010)
- 2011: If You Ask Me: (And of Course You Won't)
- 2011: Betty & Friends: My Life at the Zoo[12]